# Riccardo Sineo
Riccardo Sineo (Sale, 30 aprile 1805 – Torino, 18 ottobre 1876) è stato un politico italiano.

## Biografia
Nativo di Sale, in provincia di Alessandria, si trasferì giovanissimo a Torino per frequentare la facoltà di giurisprudenza dell'ateneo della città. Fu in questo periodo che il giovane Riccardo, di ideali patriottici, prese parte attiva ai moti carbonari scoppiati in Piemonte nel 1821, che costrinsero il reggente Carlo Alberto di Savoia a concedere la costituzione spagnola. Dopo il fallimento dei moti e la repressione attuata dal nuovo re Carlo Felice di Savoia, Sineo si laureò in ritardo rispetto al calendario accademico, in quanto l'Università di Torino venne chiusa per un anno per ordine reale. Dopo aver esercitato con successo l'avvocatura presso l'avvocato Villanis, di cui sposerà la figlia Giuseppina, nel 1830 venne eletto decurione, ossia membro del consiglio comunale di Torino.
Fu su sua proposta, il 5 febbraio 1848, che nella seduta del decurionato, il municipio torinese chiese ufficialmente al governo l'adozione di una Costituzione e l'istituzione della Guardia Civica. Dopo la concessione dello Statuto Albertino, Sineo fece parte di una commissione, insieme ad altri esponenti del liberalismo piemontese, come Balbo e Cavour, con l'incarico di redigere la nuova legge elettorale da apportare al nuovo impianto costituzionale. La legge elettorale, approvata il 17 marzo, era di tipo censuario, ossia concedeva il diritto di voto agli elettori maschi adulti che avessero un certo censo: così, su 5 milioni di abitanti, vennero ammessi nelle liste elettorali circa 80.000 cittadini. Il suo ardente patriottismo si manifestò anche quando, alla notizia delle Cinque giornate di Milano, Sineo arringò la folla contro l'Austria da Piazza Castello.
Eletto deputato nel collegio di Saluzzo, portò alla Camera dei deputati le nuove istanze liberali, schierandosi con l'ala più democratica e radicale facente capo a Vincenzo Gioberti. Dopo la caduta del ministero presieduto dal generate Ettore Perrone di San Martino, il 16 dicembre 1848 Riccardo Sineo venne chiamato a far parte del ministero democratico presieduto da Gioberti in qualità di titolare dell'Interno. Quando però il Presidente del Consiglio dei ministri progettò un intervento armato piemontese in Toscana per restaurare la dinastia lorenese, il ministro dell'Interno con tutti i suoi collegi di governo sconfessò l'azione di Gioberti, inducendo re Carlo Alberto a sostituirlo, il 21 marzo 1849, con il generale Agostino Chiodo, nel cui esecutivo Sineo divenne ministro della Giustizia.
Dopo la sconfitta di Novara, ritornò semplice deputato, continuando a sedere alla Camera anche nelle legislature seguenti, durante le quali si oppose, dai banchi della Sinistra radicale, alla politica di Cavour, osteggiando specialmente la spedizione in Crimea nel 1855 e la cessione di Nizza e della Savoia alla Francia nel 1860. Anche dopo la nascita del Regno d'Italia, Sineo venne rieletto in Parlamento, militando sempre a Sinistra, votando, insieme a tutta la rappresentanza parlamentare piemontese, contro la Convenzione di settembre del 1864, che spostava la capitale da Torino a Firenze. Infine, il 6 novembre 1873 venne nominato senatore da re Vittorio Emanuele II di Savoia.
Morì a Torino il 18 ottobre 1876, a 71 anni. È sepolto nel Cimitero monumentale di Torino.
Il figlio Emilio fu ministro delle Poste e Telegrafi dal 1896 al 1898.

## Massoneria
Massone, fece parte della loggia "Dante Alighieri" di Torino.